# Công nghiệp phần mềm
Công nghiệp phần mềm bao gồm các doanh nghiệp phát triển, bảo trì và xuất bản phần mềm đang sử dụng các mô hình kinh doanh khác nhau, chủ yếu là "dựa trên giấy phép / bảo trì" (tại chỗ) hoặc "dựa trên đám mây " (như SaaS, PaaS, IaaS, MaaS, AaaS, v.v..). Ngành công nghiệp cũng bao gồm các dịch vụ phần mềm, như đào tạo, viết tài liệu, tư vấn và phục hồi dữ liệu.

## Lịch sử
Từ "phần mềm" (software) được đặt ra như một trò chơi khăm vào đầu năm 1953, nhưng không xuất hiện trong bản in cho đến những năm 1960. Trước thời điểm này, máy tính đã được lập trình bởi khách hàng hoặc một số nhà cung cấp máy tính thương mại thời đó, chẳng hạn như UNIVAC và IBM. Công ty đầu tiên được thành lập để cung cấp các sản phẩm và dịch vụ phần mềm là Computer Usage Company vào năm 1955.
Công nghiệp phần mềm mở rộng vào đầu những năm 1960, gần như ngay lập tức sau khi máy tính được bán lần đầu tiên với số lượng sản xuất hàng loạt. Các trường đại học, chính phủ và khách hàng doanh nghiệp tạo ra nhu cầu về phần mềm. Nhiều chương trình trong số này được các lập trình viên toàn thời gian viết trong nhà. Một số được phân phối tự do giữa những người dùng của một máy cụ thể miễn phí. Những người khác đã được thực hiện trên cơ sở thương mại và các công ty khác như Computer Sciences Corporation (thành lập năm 1959) bắt đầu phát triển. Các công ty phần mềm có ảnh hưởng hoặc điển hình khác đã bắt đầu vào đầu những năm 1960 bao gồm Advanced Computer Techniques, Automatic Data Processing, Applied Data Research, và Informatics General. Các nhà sản xuất máy tính / phần cứng bắt đầu kết hợp các hệ điều hành, phần mềm hệ thống và môi trường lập trình với máy của họ.
Khi Digital Equipment Corporation (DEC) đưa một máy vi tính có giá tương đối thấp ra thị trường, nó đã đưa máy tính đến nhiều công ty và trường đại học trên toàn thế giới, và nó đã tạo ra sự đổi mới lớn về ngôn ngữ và phương pháp lập trình mới, mạnh mẽ. Phần mềm mới được xây dựng cho máy vi tính, vì vậy các nhà sản xuất khác bao gồm IBM, đã nhanh chóng làm theo ví dụ của DEC, dẫn đến IBM AS/400 và các nhà sản xuất khác.
Ngành công nghiệp đã mở rộng đáng kể với sự phát triển của máy tính cá nhân ("PC") vào giữa những năm 1970, lần đầu tiên mang máy tính để bàn cho nhân viên văn phòng. Trong những năm tiếp theo, nó cũng tạo ra một thị trường đang phát triển cho các trò chơi, ứng dụng và tiện ích. DOS, sản phẩm hệ điều hành đầu tiên của Microsoft, là hệ điều hành thống trị tại thời điểm đó.
Trong những năm đầu của thế kỷ 21, một mô hình kinh doanh thành công khác đã xuất hiện cho phần mềm được lưu trữ, được gọi là phần mềm dưới dạng dịch vụ, hoặc SaaS; ít nhất đây là lần thứ ba    mô hình này đã được thử. Từ quan điểm của các nhà sản xuất một số phần mềm độc quyền, SaaS giảm bớt những lo ngại về sao chép trái phép, vì nó chỉ có thể được truy cập qua Web và theo định nghĩa, không có phần mềm máy khách nào được tải vào PC của người dùng cuối.